# Berkan Kutlu
Berkan İsmail Kutlu (* 25. Januar 1998 in Monthey) ist ein schweizerisch-türkischer Fussballspieler, der seit Juli 2021 beim türkischen Erstligisten Galatasaray Istanbul unter Vertrag steht. Ausserdem ist er ehemaliger Nachwuchsnationalspieler der Türkei.

## Karriere
Kutlu ist ein 1,83 m grosser linksfüssiger Mittelfeldspieler, der vielseitig im Mittelfeld einsetzbar ist. Primär agiert er als «Achter», sekundär auch als «Zehner» (Offensiv) bzw. «Sechser» (Defensiv) und gegebenenfalls auch als Aussenmittelfeldspieler. In der Süper Lig gilt er als passsicherer und laufintensiver Feldspieler.

### Verein
Kutlu spielte bis 2016 in der Nachwuchsabteilung des FC Sion und wechselte im gleichen Jahr zum Schweizer Fünftligisten FC Monthey. Nach zwei Spielzeiten holte ihn der FC Sion 2018 zurück und setzte ihn in seiner Zweitmannschaft (FC Sion U21) ein, die in der Promotion League spielte, der dritthöchsten Schweizer Spielklasse, wo er 2019 temporär zum Mannschaftskapitän aufstieg. Nach seinen erfolgreichen fussballerischen Leistungen bei der U21-Mannschaft wurde er ab März 2020 Teil des Kaders der 1. Profimannschaft und absolvierte im Rest der Saison 2019/20 im Juni 2020 zwei Erstligaspiele.
Im Juli 2020 wechselte Kutlu in die türkische Süper Lig zum Alanyaspor. Er unterschrieb in Alanya einen Vierjahresvertrag. Anfänglich fungierte er als Jokerspieler, er sorgte mit seiner Torbeteiligung im Oktober 2020 in den Schlussminuten für den Auswärtssieg gegen den Süper-Lig-Rekordmeister Galatasaray Istanbul, und mit einem dribbelnden 50-Meter-Sololauf erzielte er im November 2020 in der Schlussphase das Tor für den endgültigen Antalya-Ligaderbysieg gegen Antalyaspor, wo er mit seiner Karriere-Erstligatorpremiere die Süper-Lig-Tabellenführung seiner Mannschaft mitverteidigte. Aufgrund seiner Leistungen wurde er unter anderem von Talentscouts des italienischen Erstligisten Atalanta Bergamo und weiteren europäischen Vereinen beobachtet. Mit seinen weiteren fussballerischen Leistungen etablierte er sich unter dem Trainer Çağdaş Atan in der Startformation, und nach dem Abgang seines Mannschaftskollegen bzw. Führungsspielers Anastasios Bakasetas stieg Kutlu zu den Führungsspielern seiner Mannschaft auf. Damit gehört er zu den fussballerischen Talent-Entdeckungen der Süper Lig 2020/21.
Vor dem Beginn der Süper-Lig-Saison 2021/22 wechselte Kutlu zu Galatasaray Istanbul und unterschrieb einen Fünfjahresvertrag.
Für die Saison 2023/24 wechselte er per Leihe mit Kaufoption nach Italien zum CFC Genua. Das Leihgeschäft wurde im Januar 2024 beendet und Kutlu kehrte zu Galatasaray zurück.

### Nationalmannschaft
Obwohl Kutlu auch für Schweizer Junioren-Nationalmannschaften spielberechtigt gewesen war, absolvierte er während seiner Schweizer Karriere kein Länderspiel.
Nach seinem Wechsel in die türkische Süper Lig wurde er im August 2020 in das Kader der türkischen U-21-Nationalmannschaft nominiert. Sein U-21-Länderspieldebüt gab er dann am 4. September 2020 in der Partie gegen die andorranische U-21-Nationalmannschaft.
Kutlu gab sein Debüt für die Türkei im WM-Qualifikationsspiel gegen Norwegen am 8. Oktober 2021. Er wurde in der 58. Spielminute für Ozan Tufan eingewechselt.

## Erfolge
Galatasaray Istanbul
- Türkischer Meister (3): 2023, 2024, 2025
- Türkischer Supercupsieger: 2023
- Türkischer Fußballpokal: 2025